# Tomas Johansson
Pour les articles homonymes, voir Johansson.
Tomas Johansson est un lutteur suédois spécialiste de la lutte gréco-romaine né le 20 juillet 1962 à Haparanda.

## Biographie
Aux Jeux olympiques d'été de 1984, il remporte initialement la médaille d'argent en catégorie des plus de 100 kg, mais il sera déclassé pour dopage. 
Lors des Jeux olympiques d'été de 1988, il remporte la médaille de bronze en combattant dans la catégorie des plus de 100 kg. Lors des Jeux olympiques d'été de 1992, il remporte la médaille d'argent en combattant dans la catégorie des plus de  100 kg. Il remporte le titre mondial en 1986.